# Melsunger Turngemeinde 1861
Die Melsunger Turngemeinde 1861 e. V. ist ein Sportverein aus dem nordhessischen Melsungen mit ca. 1.800 Mitgliedern. Der Verein besteht aus den Abteilungen Basketball, Bridge, Handball, Jedermannsport, Judo, Leichtathletik, Radsport, Reha, Rope Skipping, Ski-Inline-Biathlon, Schwimmen, Sportabzeichen, Taekwon-Do, Triathlon, Turnen und Volleyball. Besondere Bekanntheit erhält der Verein durch die Profimannschaft (MT Melsungen) der 1921 gegründeten Handballabteilung mit ca. 300 Mitgliedern.

## Geschichte
Die Melsunger Turngemeinde wurde 1861 von 38 Bürgern Melsungens gegründet.

## Persönlichkeiten
- Alwin Wagner (* 1950), Diskuswerfer und Teilnehmer bei den Olympischen Spielen 1984 in Los Angeles. Weltrekordhalter im Schleuderball.

## Sportstätten

### Waldstadion
Das Waldstadion am Melsunger Stadtwald besteht aus einem Sportplatz mit Rasenfläche für verschiedenste sportliche Zwecke sowie einer Tartanbahn. Es gibt Anlagen für Weitsprung, Hochsprung, Hindernislauf, Kugelstoßen, Diskus- und Hammerwurf. Als gesonderte Anlage steht ein 2021 sanierter Hartplatz zur Verfügung. Sowohl der Sportplatz als auch der Hartplatz verfügen über eine Flutlichtanlage. Das Waldstadion beherbergt das Vereinsheim der Melsunger Turngemeinde.